# Alkanna tinctoria
Alkanna tinctoria là loài thực vật có hoa trong họ Mồ hôi. Loài này được Tausch mô tả khoa học đầu tiên.